# François Chamoux
François Chamoux (n. 4 aprilie 1915, Mirecourt, Lorraine⁠(d), Franța – d. 21 octombrie 2007, Paris, Île-de-France, Franța) a fost un arheolog, istoric elenist și filolog francez, membru al Academiei Franceze, membru de onoare al Academiei Române (din 1991).